# Parallax (videogioco)
Parallax è un videogioco sparatutto a scorrimento fantascientifico sviluppato dalla Sensible Software e pubblicato dalla Ocean Software in Europa e dalla Mindscape in America nel 1986 per Commodore 64.